# Maurice De Waele
Maurice De Waele (* Lovendegem, 27 de diciembre de 1896 – † Maldegem, 14 de febrero de 1952). Fue un ciclista belga profesional entre 1922 y 1933 cuyo mayor éxito lo obtuvo en 1929 al lograr la victoria absoluta en el Tour de Francia tras quedar segundo en 1927 y tercero en 1928. En total logró 4 victorias de etapa en sus distintas participaciones en la gran ronda francesa.

## Palmarés
1922
- Campeonato de Bélgica de Ciclocrós

1923
- 2.º en el Campeonato de Bélgica de ciclismo en ruta

1927
- 2 etapas del Tour de Francia

1928
- 2 etapas del Tour de Francia
- Vuelta al País Vasco, más 1 etapa

1929
- Tour de Francia, más 1 etapa
- Vuelta al País Vasco, más 1 etapa

1931
- Vuelta a Bélgica, más 1 etapa

## Resultados en las grandes vueltas
| Carrera         | 1923 | 1924 | 1925 | 1926 | 1927 | 1928 | 1929 | 1930 | 1931 |
| --------------- | ---- | ---- | ---- | ---- | ---- | ---- | ---- | ---- | ---- |
| Giro de Italia  | -    | -    | -    | -    | -    | -    | -    | -    | -    |
| Tour de Francia | -    | -    | -    | -    | 2.º  | 3.º  | 1.º  | -    | 5.º  |
| Vuelta a España | X    | X    | X    | X    | X    | X    | X    | X    | X    |